# 1975年の大洋ホエールズ
1975年の大洋ホエールズ（1975ねんのたいようホエールズ）では、1975年の大洋ホエールズにおける動向をまとめる。
この年の大洋ホエールズは、秋山登監督の1年目のシーズンである。

## 概要
プロ野球初のツートンユニフォーム採用もカンフル剤にならず、3年連続の5位に沈んだことを受け、往年の名投手・秋山登新監督が就任。秋山監督は元巨人の藤田元司を投手コーチに招聘してなどコーチングスタッフを一新。チームは優勝候補の筆頭だった巨人が長嶋茂雄監督就任で一気に最下位に落ちたことを受けて5月までは混戦模様で、大洋も4月は首位に立つなど健闘した。しかし6月に入ると広島・中日・阪神・ヤクルトの四強によるマッチレースが始まるとチームはそれを追いかけられず、成績は前年から悪化して51勝69敗10分で優勝の広島に21.5ゲーム差をつけられ、1972年以来の4年連続5位に終わって秋山監督の1年目は終了した。投手陣は大エースの平松政次や山下律夫、坂井勝二、間柴茂有などがそれなりの成績を残したが、それ以外のリリーフ投手は不調でチーム防御率3.93は最下位だった。打撃陣はベテランの松原誠や江尻亮、ジョン・シピンがこの年も打ちまくり、打撃成績は優勝の広島などと大差はなかった。カード別成績では4位ヤクルトに10勝13敗3分とまずまずだったが広島には弱く9勝15敗2分、中日にも8勝17敗1分と負け越し、巨人ともども上位チームの引き立て役にまわった。

## チーム成績

### レギュラーシーズン
| 1 | 左 | 中塚政幸   |
| 2 | 右 | 江尻亮     |
| 3 | 一 | 松原誠     |
| 4 | 二 | シピン     |
| 5 | 中 | 長崎慶一   |
| 6 | 三 | ボイヤー   |
| 7 | 遊 | 米田慶三郎 |
| 8 | 捕 | 伊藤勲     |
| 9 | 投 | 平松政次   |

| 順位 | 4月終了時 | 4月終了時 | 5月終了時 | 5月終了時 | 6月終了時 | 6月終了時 | 7月終了時 | 7月終了時 | 8月終了時 | 8月終了時 | 最終成績 | 最終成績 |
| ---- | --------- | --------- | --------- | --------- | --------- | --------- | --------- | --------- | --------- | --------- | -------- | -------- |
| 1位  | 大洋      | --        | ヤクルト  | --        | 広島      | --        | 中日      | --        | 広島      | --        | 広島     | --       |
| 2位  | 阪神      | 0.5       | 広島      | 0.5       | ヤクルト  | 0.5       | 阪神      | 0.5       | 中日      | 1.5       | 中日     | 4.5      |
| 3位  | ヤクルト  | 2.5       | 阪神      | 1.0       | 阪神      | 1.0       | 広島      | 0.5       | 阪神      | 1.5       | 阪神     | 6.0      |
| 4位  | 広島      | 3.0       | 中日      | 1.5       | 中日      | 1.5       | ヤクルト  | 1.5       | ヤクルト  | 5.0       | ヤクルト | 16.0     |
| 5位  | 中日      | 3.5       | 大洋      | 2.5       | 大洋      | 5.5       | 大洋      | 7.0       | 大洋      | 8.0       | 大洋     | 21.5     |
| 6位  | 巨人      | 5.5       | 巨人      | 6.5       | 巨人      | 9.5       | 巨人      | 11.5      | 巨人      | 14.0      | 巨人     | 27.0     |

| 順位 | 球団               | 勝 | 敗 | 分 | 勝率 | 差   |
| 1位  | 広島東洋カープ     | 72 | 47 | 11 | .605 | 優勝 |
| 2位  | 中日ドラゴンズ     | 69 | 53 | 8  | .566 | 4.5  |
| 3位  | 阪神タイガース     | 68 | 55 | 7  | .553 | 6.0  |
| 4位  | ヤクルトスワローズ | 57 | 64 | 9  | .471 | 16.0 |
| 5位  | 大洋ホエールズ     | 51 | 69 | 10 | .425 | 21.5 |
| 6位  | 読売ジャイアンツ   | 47 | 76 | 7  | .382 | 27.0 |

## オールスターゲーム1975
| ファン投票 | 山下大輔 |          |
| 監督推薦   | 松原誠   | 中塚政幸 |

## 表彰選手
| リーグ・リーダー |
| ---------------- |
| 受賞者なし       |

| ベストナイン         |
| -------------------- |
| 選出なし             |
| ダイヤモンドグラブ賞 |
| 選出なし             |

## ドラフト
| 順位 | 選手名   | ポジション | 所属           | 結果 |
| ---- | -------- | ---------- | -------------- | ---- |
| 1位  | 田村政雄 | 投手       | 中央大学       | 入団 |
| 2位  | 岩井靖久 | 内野手     | 法政大学       | 入団 |
| 3位  | 松本隆春 | 投手       | 横浜商科大学高 | 入団 |
| 4位  | 斉藤巧   | 内野手     | 洲本実業高     | 入団 |
| 5位  | 根本俊郎 | 投手       | 河合楽器       | 拒否 |